# Guillem VII d'Aquitània
Guillem VII d'Aquitània i V de Poitiers (1023 - 1058) de malnom Aigret fou duc d'Aquitània i comte de Poitiers (1039-1058). Era fill de Guillem V d'Aquitània el Gran i d'Agnès de Borgonya i de naixement es va dir Pere Guillem.
Guillem VI d'Aquitània, el fill gran del primer matrimoni de Guillem el Gran, va morir el 15 de desembre de 1038 sense deixar fills. El successor legítim fou el duc Odó o Eudes de Gascunya (conegut també com a Odó de Poitiers), nascut de Brisca, segona esposa de Guillem el Gran, que era germana de Sanç V Guillem de Gascunya. Agnès de Borgonya també reclamava el ducat de Poitiers i ducat d'Aquitània pel seu fill Guillem VII (que aleshores tenia 16 anys) i va aconseguir mobilitzar altre cop als seus partidaris. Odó o Eudes va aixecar un exèrcit i va sortir de Bordeus avançant cap al nord, i va morir el 10 de març de 1039 en l'atac a la plaça forta de Mauzé al sud de Poitou. Llavors Guillem VII fou reconegut com a únic i legítim duc d'Aquitània i comte de Poitiers i la seva mare Agnès va agafar la direcció dels afers amb el suport del seu marit Jofré I Martell comte de Vendôme, que el 1040 va succeir al seu pare Folc III Nerra com a comte d'Anjou. L'octubre de 1043 la seva germana Agnès (o Ala de Poitou) es va casar amb Enric III el Negre i la mare Agnès de Borgonya va anar a viure a la cort imperial (1044) deixant el poder a Poitiers al seu fill Guillem.
Fou llavors quan Guillem VII es va casar amb Ermesenda, una dama de la petita noblesa local, amb la que no va tenir fills.
El 1047 la seva mare era de retorn a Poitiers, quan es va produir el divorci amb el seu marit Jofre II d'Anjou (Jofre Martell) formalment per causa de parentiu però de fet per no haver tingut fills. Les relacions entre Guillem VII i Jofré van empitjorar i la mare Agnès va contribuir a aquest empitjorament. Finalment es va arribar a l'enfrontament i Jofré va marxar a Poitiers amb un exèrcit, obligant a Guillem a pactar; finalment es va acordar la pau (1053) i en endavant la mare Agnès de Borgonya fou apartada de la cort de Guillem encara que va conservar certa influència sota mà. En aquest temps la nissaga de senyors de Talmond es va extingir revertint al ducat i el 1058 Guillem residia normalment a Talmond. En aquest any Jofré II d'Anjou estava en guerra contra Guillem de Normandia el Bastard (conegut després com el Conqueridor); Guillem VII va ajudar al normand i va anar a assetjar Jofré a Saumur, però es va posar malalt i va haver d'aixecar el setge.
Va morir poc després i el va succeir el seu germà Guiu Jofré amb el nom de Guillem VIII d'Aquitània i VI de Poitiers.